# Солом'яники

Колекція солом'яників з Козелецького і Чернігівського р-нів Чернігів. обл., Музей ткацтва Чернігівщини, Козелець, 2008

Соло́м'яники — один зі старовинних видів плетеного посуду, що побутував на Поліссі.

## Процес виготовлення
Солом'яники виготовляли плетінням — для цього використовували солому та лозу, лико чи бересту.
Процес виготовлення солом'яників поділявся на два етапи:
- підготовка — заготівля матеріалу, зокрема солом'яник пучків;
- безпосереднє плетіння — тобто формування самого виробу.

При плетінні використовували ножиці, ткацький човник та металічний накінечник, який уможливлював брати пучки однакової товщини.
Роботу починали з днища з приміненням спірального плетіння. 

## Призначення
Солом'яники виготовляли різних форм і різного призначення. 
Солом'яники використовувалися для зберігання продуктів харчування майже до сер. ХХ століття. 
У такий же спосіб у деяких районах Полісся робили вулики.

## Джерело
- Інформація з Музею ткацтва Чернігівщини, смт. Козелець.